# Nicolaus Bergensköld

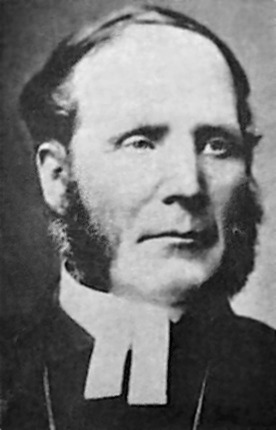
Nicolaus Bergensköld

Nils Gustaf Nicolaus Bergensköld, född 1838 i Småland, Sverige död 1907 i Buena Vista County, Iowa, USA var en svenskamerikansk missionspredikant i amerikanska mellanvästern och en tidig betydelsefull gestalt inom rörelsen missionsvännerna, vilka senare kom att utvecklas till det nutida religiösa samfundet Evangelical Covenant Church.

## Biografi
Nicolaus Bergensköld studerade i sin ungdom teologi vid Fjellstedtska skolan i Uppsala. Där kom han tidigt i kontakt med väckelsepredikanten Carl Olof Rosenius läror och blev en stor beundrare av denne. Efter att ha tagit sin examen sökte sig därför Bergensköld till en av Rosenius lärjungar, "läsargreven" Adolphe Stackelberg. Bergensköld fick på dennes gods, Överums bruk, anställning som predikant.
1867 beslöt han emellertid att emigrera till Amerika. Där hamnade han i Galesburg, Illinois, på den tiden en till stor del svenskspråkig stad. Många människor där ville höra honom predika i den lokala kyrkan, men på grund av hans band till Rosenius och Stackelberg förvägrades honom detta. Istället började Bergensköld samla människor i hemmen för privata predikningar vilket drog ett stort antal personer. Till slut ledde konflikten till en splittring inom kyrkan och bildandet av ett missionssällskap av samma typ som tidigare grundats på olika håll i Sverige. Ett av de tidigaste i sitt slag i USA.
Bergensköld lämnade därefter Galesburg. De kommande åren var han aktiv inom rörelsen missionsvännerna och medverkade till att grunda ett flertal nya församlingar runt om i mellanvästerns svenskbygder. Till slut slog han sig ned i Buena Vista County, Iowa och tjänstgjorde som präst i församlingen där.